# Agüimes
Agüimes, Las Palmas település Spanyolországban, Las Palmas tartományban. Agüimes San Bartolomé de Tirajana, Santa Lucía de Tirajana, Valsequillo de Gran Canaria és Ingenio községekkel határos. Lakosainak száma 33 179 fő (2024).

## Népesség
A település népessége az elmúlt években az alábbi módon változott:
| Lakosok száma | 21 512 | 24 460 | 27 310 | 28 924 | 29 912 | 30 244 | 30 882 | 31 619 | 32 067 | 33 179 |
|               | 2001   | 2004   | 2007   | 2009   | 2012   | 2014   | 2017   | 2019   | 2022   | 2024   |